# Ceratophyllus titicacensis
Ceratophyllus titicacensis är en loppart som beskrevs av Smit 1978. Ceratophyllus titicacensis ingår i släktet Ceratophyllus och familjen fågelloppor. Inga underarter finns listade i Catalogue of Life.